# Поппея Сабіна Старша
Поппея Сабіна Старша (*Poppaea Sabina Maior, приблизно 10 — 47) — римська матрона часів ранньої Римської імперії.

## Життєпис
Походила з роду нобілів Поппеїв. Донька Гая Поппея Сабіна, консула 9 року. Вважалася першою красунею свого часу. У першому шлюбі була одружена з квестором Тітом Олліем. Народила від нього доньку Поппею Сабіну, яку назвали ім'ям діда по матері, тому що у 31 році Оллій був страчений за участь у змові Луція Сеяна. Другий раз Поппея вийшла заміж за Публія Корнелія Лентула Сципіона, консула-суффекта 24 року. Мала від нього сина Публія Корнелія Сципіона Азіатика.
Була коханкою актора Мнестера і цим викликала ревнощі імператриці Мессаліни. У 47 році за намовою останньої донощик Публій Суіллій Руф звинуватив Поппею в перелюбі з Децимом Валерієм Азіатиком. Мессаліна повідомила Поппею про те, що Клавдій має намір її заарештувати, хоча це не відповідало дійсності. Щоб уникнути в'язниці, Поппея наклала на себе руки.

## Родина
1. Чоловік — Тіт Оллій, квестор 30 року.
Діти:
- Поппея Сабіна, дружина імператора Нерона.

2. Чоловік — Публій Корнелій Лентул Сципіон, консул-суфект 24 року.
Діти:
- Публій Корнелій Сципіон Азіатик, консул-суфект 68 року.